# فيليب هايد
فيليب هايد (بالإنجليزية: Philip Hyde)‏ هو مصور أمريكي، ولد في 1921، وتوفي في 30 مارس 2006.